# Кубок Ліхтенштейну з футболу 1992—1993
Кубок Ліхтенштейну з футболу 1992—1993 — 48-й розіграш кубкового футбольного турніру в Ліхтенштейні. Титул здобув Бальцерс.

## Перший раунд
| Команда 1        | Рахунок         | Команда 2   |
| ---------------- | --------------- | ----------- |
| Руггелль II      | 0–10            | Трізенберг  |
| Трізен II        | 2–7             | Шан         |
| Шан II           | 0–5             | Бальцерс    |
| Бальцерс II      | 1–4             | Ешен-Маурен |
| Ешен-Маурен II   | 0–2             | Вадуц       |
| Трізенберг II    | 1–7             | Шан Аццуррі |
| Вадуц-2          | 1–1 дч пен. 3–5 | Трізен      |
| Трізен Еспаньйол | 1–3             | Руггелль    |

## 1/4 фіналу
| Команда 1   | Рахунок | Команда 2   |
| ----------- | ------- | ----------- |
| Руггелль    | 1–4     | Шан         |
| Шан Аццуррі | 1–10    | Ешен-Маурен |
| Трізен      | 1–2     | Вадуц       |
| Трізенберг  | 0–5     | Бальцерс    |

## 1/2 фіналу
| Команда 1   | Рахунок | Команда 2 |
| ----------- | ------- | --------- |
| Ешен-Маурен | 0–1     | Бальцерс  |
| Вадуц       | 1–2     | Шан       |

## Фінал
| 20 травня 1993 |

| Бальцерс | 5–2 (дч) | Шан |
| -------- | -------- | --- |
|          |          |     |

| Фрайцайтпарк Відау, Руґґель |